# VDL Kusters Midcity
VDL Kusters Midcity — автобус малого класса, выпускающийся нидерландской компанией VDL Bus & Coach с 2004 года на базе Volkswagen LT46, Mercedes-Benz Sprinter и Volkswagen Crafter.

## Описание
VDL Kusters Midcity выпускается в разные периоды на разных грузовых шасси:
- С 2004 по 2006 год автобусы выпускались на базе Volkswagen LT46 и Mercedes-Benz W901/5.
- С 2006 года автобусы выпускаются на базе Volkswagen Crafter и Mercedes-Benz W906.

Двигатели автобусов соответствуют стандарту Евро-5. Длины автобусов варьируются от 6,3 до 8 метров, а вместимость — от 8 до 15 сидячих пассажиров.
С 2018 года выпускается электробус MidCity Electric на базе Mercedes-Benz eSprinter.

## Массово-габаритные характеристики
| Тип                | 6,4 м    | 7 м      | 7,4 м    | 7,4 м    | 8 м      |
| ------------------ | -------- | -------- | -------- | -------- | -------- |
| Длина              | 6 362 мм | 6 944 мм | 7 344 мм | 7 344 мм | 8 044 мм |
| Ширина             | 2 036 мм | 1 985 мм | 1 985 мм | 1 985 мм | 1 985 мм |
| Высота             | 1 960 мм | 2 800 мм | 2 800 мм | 2 800 мм | 2 800 мм |
| Колёсная база      | 4 035 мм | 4 325 мм | 4 325 мм | 4 325 мм | 5 025 мм |
| Колея передняя     | 947 мм   | 1 004 мм | 1 004 мм | 1 004 мм | 1 004 мм |
| Колея задняя       | 1 380 мм | 1 615 мм | 2 015 мм | 2 015 мм | 2 015 мм |
| Вместимость        | 15 чел.  | 25 чел.  | 30 чел.  | 30 чел.  | 35 чел.  |
| Сидячих мест       | 8        | 11 + 3   | 11 + 3   | 11 + 3   | 11 + 4   |
| Стоячих мест       | 7        | 10       | 15       | 15       | 19       |
| Мест для инвалидов | 1        | 1        | 1        | 1        | 2        |

## Галерея

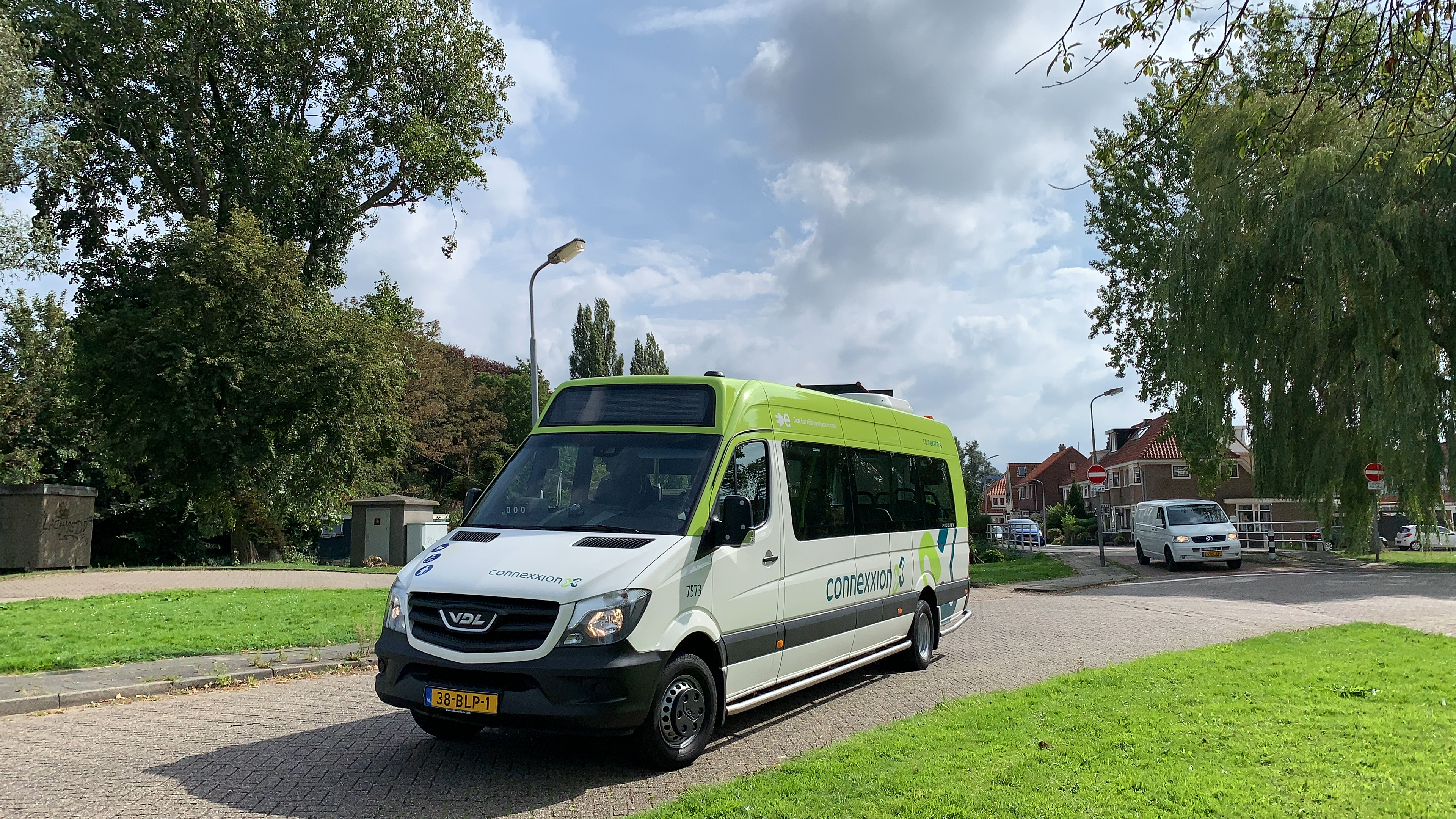
VDL Midcity Electric в Заандаме
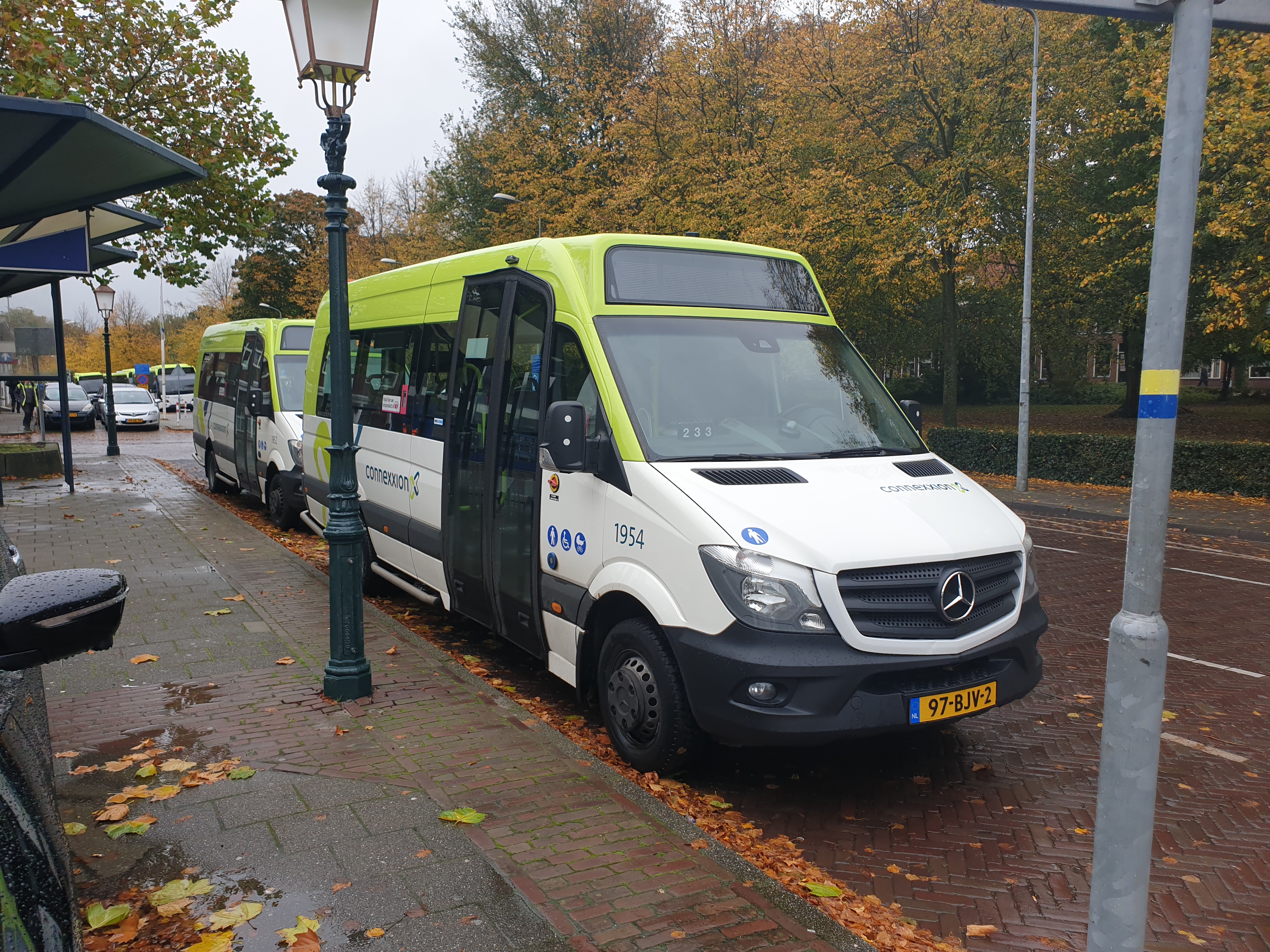
VDL Midcity Electric